# Росільна (гміна)
Ґміна Росульна — адміністративна субодиниця Надвірнянського повіту Станіславського воєводства і Крайсгауптманшафту Станіслав. Утворена 1 серпня 1934 року згідно з розпорядженням Міністерства внутрішніх справ РП від 21 липня 1934 за підписом міністра Мар'яна Зиндрама-Косьцялковського під час адміністративної реформи. Село Росільна стало центром сільської ґміни Росульна. Ґміна утворена з попередніх самоврядних сільських гмін Космач, Кшивєц, Майдан, Прислуп, Росульна.
У 1934 р. територія ґміни становила 102,75 км². Населення ґміни станом на 1931 рік становило 7 743 особи. Налічувалось 1 578 житлових будинків.
Ґміна ліквідована 17 січня 1940 р. у зв’язку з утворенням Солотвинського району. Ґміна була відновлена на час німецької окупації з липня 1941 р. до липня 1944 р.